# Битва на Эбро
Би́тва на Э́бро (исп. Batalla del Ebro, кат. Batalla de l'Ebre) — последняя попытка наступления республиканцев в ходе Гражданской войны в Испании, проходившая с 25 июня по 16 ноября 1938 года. В ходе битвы войска республиканцев потерпели сокрушительное поражение от националистов Франко.

## История
К лету 1938 года в Каталонию продолжало прибывать советское вооружение, в том числе пулемёты, танки, орудия и самолёты (200 И-16 и И-15 и 38 американских многоцелевых истребителей «Грумман»). Поступало и немало продовольствия, купленного в более десяти странах или присланного благотворителями. Настроение в Каталонии улучшилось. Приехал и новый главный советник — комбриг К. М. Качанов. Вместе с начальником генерального штаба Висенте Рохо они разработали план выручки столицы республиканской Испании Валенсии. Предполагали преодолеть не слишком широкую (150—200 метров), но быстротекущую и с крутыми берегами реку Эбро в низовьях с выходом в тыл группировки генерала Солчаги.
К 25 июля наступление франкистов на Валенсию и в Эстремадуре выдохлось, франкисты потерпели две местные неудачи. Также как республиканцы при Ла-Гранхе и Сарагоссе, за небольшие маловажные территориальные приобретения они заплатили большими потерями. Войска Франко потеряли около 30 000 ранеными, убитыми и больными и часть вооружения. Республиканцы потеряли людей и оружия вдвое меньше, уступили значительную территорию, но удержали большинство важных позиций в горных проходах. До Валенсии националистам было ещё около 50 км, а до города Сагунто с заводом, производящим военную продукцию, — 23 км.
Республиканцам нужно было ещё несколько недель продолжать оборону, использовав время для накопления и обучения резервов и закупки необходимого за рубежом. Но военное министерство и генеральный штаб в Барселоне, и главнокомандующий Хосе Миаха в Мадриде были под впечатлением весенних поражений. Из-за посредственной деятельности разведки они не знали о трудном положении франкистов. По их мнению, части Менендеса держались из последних сил, фронт под Валенсией мог рухнуть. По их настоянию военный министр Негрин санкционировал план наступления на Эбро.

## Битва

### Наступление республиканцев
К наступлению привлекли половину войск, бывших в Каталонии — армию Эбро из трёх корпусов — 60 000 военнослужащих, до 250 пушек, гаубиц и миномётов и более половины бронемашин в Каталонии — 60 танков и около 100 бронеавтомобилей. Для скрытности операции в ней на первом этапе не планировали участие авиации. В резерве армии Эбро остался один корпус — 20 000 личного состава. Но зенитной артиллерии было мало, тяжёлой и противотанковой — недостаточно. Управление армией доверено Хуану Модесто. 5-м корпусом руководил Энрике Листер, 15-м корпусом — самый молодой командир корпуса испанской войны, 28-летний Мануэль Тагуэнья, артиллерией армии руководил полковник Энрике Хурадо.
Местом удара с учётом сведений войсковой и воздушной разведки с санкции генерального штаба избрали слабо прикрытый франкистами гористый район излучины Эбро между Мекиненсой и Ампостой, откуда было два пути — на юг к Валенсии и на запад — в Арагон. Но для успешной атаки нужно как минимум захватить узел местных дорог — Гандесу в 40 километрах южнее реки.
Технически переправа через Эбро была хорошо подготовлена и продумана. Перед наступлением пристреляно много целей на южном берегу Эбро, заготовили понтоны и материалы для сооружения мостов, реквизировали рыбацкие лодки, нашли проводников из местных жителей. Части подтягивали к реке тайно по ночам.
Из-за размаха операции некоторые сведения о ней всё же стали известны разведкам франкистов и итальянского корпуса. О предполагаемом наступлении республиканцев сотрудники разведки доложили командующему националистов генералу Х. Ягуэ в середине июля, но он счёл сведения дезинформацией и мер не принял. Ягуэ и его штаб рассчитывали на проволочные заграждения и пулемёты на южном берегу Эбро, которую франкисты с южных господствующих высот держали под наблюдением и обстрелом, прекращая их только в ночью.
Тёмной ночью с 24 на 25 июля 1938 года республиканцы после короткой, но эффективной артподготовки начали форсирование Эбро. Артиллерия стреляла только по разведанным целям. Мощность и меткость артогня получила хорошую оценку германских офицеров штабов, служивших у Франко, Вильгельма фон Тома и Риттера фон Ксиландера. Приречную оборону франкистов части Модесто, Листера и Хурадо подавили быстро и полно.
Переправу пехоты начали в темноте — в третьем часу утра и сразу во многих местах на фронте 50 км, тем не менее она была организованная и имела успех на пяти из шести запланированных участков. Три корпуса республиканцев переправились через реку, захватив франкистов врасплох. Те потом рассказывали: «Противник свалился на нас как горная лавина». У Модесто было тройное преимущество в пехоте и большое — в вооружении.
Республиканцы начали крупнейшее наступление. За несколько дней разбиты две дивизии франкистов. Дивизии отступили, оставив 11 000 раненых и убитых, 4000 пленных, около ста орудий и более 500 пулемётов, миномётов и гранатомётов. Единственный раз за всю войну марокканские части франкистов обойдены и отрезаны, марокканцы сдавались врагу сотнями. Бывший на фронте генерал Ягуэ избежал гибели или плена с трудом.
Вновь выделился корпус Э. Листера. Он за два дня быстрым броском прошёл по пересечённой местности с боями в жару почти 40 километров и подошёл на подступы к Гандесе. Остальные соединения прошли 15-25 километров.
В Республике под влиянием победных сводок генерального штаба было радостное возбуждение. Негрин, коммунисты и Альварес дель Вайо смотрелись победителями. Даже Асанья, казалось, на несколько дней стал оптимистом. Газеты писали, что французский министр иностранных дел Жорж Боннэ, ненавидевший Республику, при вести о наступлении на Эбро слёг от огорчения.
В Риме Муссолини сказал зятю — графу Чиано: «Запомни этот день. Сегодня предрекаю поражение Франко. Красные — бойцы, Франко — нет».
В твердынях националистов, как и Бургос, несколько дней были пораженческие настроения. Считавшиеся побеждёнными республиканцы взяли инициативу. После Арагонской битвы это тяжело понять. «Новое государство» Франко за войну получило самый тяжкий удар на поле битвы. Впервые после Сарагосского сражения его части на широком фронте отступали.
Правда, прорыв врага на Эбро и неудачное начало новой, тяжёлой и незапланированной в Бургосе битвы не привели к роковому смятению в руководстве националистов. Франко в штабе в Бургосе и Ягуэ на фронте сохранили самообладание и способность к трезвым оценкам.
Ф. Франко многие считали коварным и злопамятным. Но он не попытался свести счёты со строптивым и самоуверенным Ягуэ, взвалив на него ответственность за отступления. Оставив Ягуэ в должности, он этим выразил ему доверие.

### Противодействие франкистов
Франко немедля приказал прекратить операции у Валенсии и в Эстремадуре и направить мощные резервы к Эбро, сняв их с прочих направлений. Германо-итальянской «легионарной авиации» предписали обрушиться не на авангарды Модесто, атаковавшие Гандесу, а на переправы республиканцев и тылы, чтобы оставить Листера и Тагуэнью без снабжения и резервов. Первоначально каудильё даже собирался отвести войска Ягуэ на юг. Как ранее он был готов пожертвовать Сарагосой ради захвата севера, так теперь он готов смириться с временной потерей Гандесы и Альканьиса для выигрыша сражения в целом. Франко на основании прежнего хода войны был уверен, что республиканцы всё равно продвинутся ненамного, а затем их, без снабжения и подкреплений, будет нетрудно быстро фланговыми ударами южнее Эбро отрезать и уничтожить.
Предвидя трудности, Франко направил вскоре в Берлин просьбу о новой большой партии военных поставок. Он предусмотрительно заказал Германии сотню полевых орудий, 2000 пулемётов, 50 000 винтовок, новые танки с противоснарядной бронёй и «побольше снарядов к 88-миллиметровым зениткам».
В сроках и темпах наступления республиканцев Франко и франкистский штаб не ошиблись. Главное республиканское командование снова, как во время битв у Брунете и Теруэля, загипнотизировано успехом первого дня битвы и уверовало в его продолжение. Генерал В. Рохо отказал прорвавшему оборону франкистов Модесто в резервах, без них наступление уже на третий день операции стало выдыхаться.
Роковое последствие разгрома и бегства республиканцев в Арагоне — нехватка грузовых автомобилей — помешало вводу в сражение рекрутов оперативно, им пришлось идти пешком к месту боёв.
Участники сражения и историки отметили, что наступление республиканских танков на первый-второй день операции могло вывести пехоту Модесто вглубь Арагона, к Альканьису (75 км от излучины Эбро) — к предместьям Сарагоссы. В восточном Арагоне франкисты не имели укреплений и запасов. Но переправить через Эбро бронемашины и орудия командование фронта разрешило только на четвёртый день операции, когда уже поздно — отброшенные от Эбро франкисты успели восстановить сплошную оборону и получить первые подкрепления.
А танки и бронеавтомобили, скопившиеся у немногочисленных переправ, стали мишенью господствовавших в воздухе «легионарных самолётов». Не успев войти в контакт на фронте, они несли потери. Впервые в военной истории самолёты оказались опасным противником бронетанковых сил.
«Легионарные» самолёты наносили по переправам непрерывные удары. Но разрушить их оказалось трудно из-за небольшой ширины мостов и огня зениток республиканцев. Участники сражения подсчитали, что подготовленные немецкие лётчики затрачивали на разрушение каждой переправы не менее 500 бомб. Итальянские и испанские пилоты попадали в переправы ещё реже, а работавшие круглые сутки сапёры республиканцев восстанавливали разрушенные по многу раз.
В это время республиканские самолёты В. Рохо и Х. Негрин приказали нацелить на помощь Х. Модесто с большим опозданием, только на восьмой день битвы — 2 августа. Одни фронтовики считали это грубым просчётом, другие — предательством военного министерства.
29-30 июля удачно начавшееся наступление армии Эбро было остановлено националистами окончательно. К Х. Ягуэ прибыли резервы из Кастилии и Андалузии (и наваррские бригады), и силы противников уравнялись. У перешедших к обороне Х. Солчаги и Г. Кейпо штаб каудильо забрал для фронта на Эбро все бронемашины и часть орудий.
Ещё через несколько дней у франкистов стало преимущество в людях и вооружении. На Эбро появились лучшие командиры франкистов — победители Севера А. Вега и Г. Валино и атаковавший Мадрид полковник А. Кастехон.
6 августа Х. Ягуэ начал встречные атаки по республиканскому плацдарму, стараясь отсечь Х. Модесто от переправ. Атакам пехоты и танков также подвергся вырвавшийся южнее 5-й корпус. У националистов не получилось отсечь всю армию Эбро, но под их натиском части Листера отступили от Гандесы, которую они так и не взяли. Наконец В. Рохо разрешил ввод республиканских резервов. Но, как и в битве у Брунете, уже было поздно.
Пользуясь отвлечение лучших дивизий франкистов на Эбро, республиканцы генерала А. Эскобара по приказу Х. Негрина 12 августа контратаковали в Эстремадуре и за четыре дня отбили у франкистов почти половину территории, занятой частями Г. Кейпо в июле. Альмаденские ртутные рудники (в то время 50 % добычи ртути в мире) остались у Республики.
Потом местные успехи севернее Валенсии генерала Менендеса, атаки у Лериды и Тремпа каталонцев. Но франкисты игнорировали эти разрозненные удары на отдалённых направлениях. Франко понимал, что уничтожение основной республиканской армии важнее быстрого захвата рудников и что операция на Эбро становится решающей битвой войны.
С середины августа армия Х. Модесто была в обороне. Франкисты наращивали силы и вели фронтальные и фланговые атаки. 6 сентября войска Хуана Ягуэ начали второе наступление, 1 октября — третье, 30 октября — четвёртое.
Особо мучительны бои на измор в несколько недель у высот Гаэты и Сьерра-Пандольса. Битва всё более напоминало крупные сражения Первой мировой войны — Верден, Сомму, Пашендель с низкими темпами продвижения, огромным расходом снарядов и громадными человеческими потерями в боях в траншеях.
Некоторые солдаты обеих сторон глохли или сходили с ума от грохота артиллерийского огня и бомбовых ударов. Франкисты сосредоточили у реки не менее 750 орудий (в том числе 150-ти миллиметровых) и 150 бронемашин. У Эбро действовали около 500 германских и итальянских самолётов и около 100 самолётов республиканцев.
Многие тонны взрывчатых веществ изменили даже очертания гор у Эбро. Но франкисты топтались на месте или двигались очень медленно — по 300 метров в сутки в среднем. Большой перевес в огне дал им малые плоды. Республиканцы отвечали строгими приказами, расстрелами за отходы без разрешения, сильным пулемётным и гранатомётным огнём, контратаками танков. Когда танков не стало, республиканцы стали сильными противниками в штыковых и гранатных схватках.
«Это самый страшный фронт из всех, которые я видел, — говорил ветеран войны Х. Модесто в разгар сражения в сентябре 1938 года. — На четырёхкилометровом участке наступает сто танков и столько самолётов, сколько никогда ещё не приходилось видеть в воздухе».
Позже выяснили, что в атаках на Гаэту и Сьерру-Пандольс генерал Х. Ягуэ применил на узком фронте 130 бронированных машин и 300 немецких и итальянских самолётов, больше, чем их было тогда во всей республиканской армии. Атакам предшествовала воздушная и наземная разведка и массированный артиллерийский огонь много дней. Но республиканские войска и в августе и в сентябре удержали высоты.

### Контрнаступление франкистов
«Ликвидировать красных, укрепившихся на правом берегу Эбро, нелегко. Мы имеем дело не с ордами дружинников, а со сколоченной и хорошо обученной армией», — писала во время битвы итальянская фашистская газета «Джорнале д’Италия».
О борьбе в небе над долиной реки республиканский лётчик Франсиско Тарасона писал в послевоенных воспоминаниях: «Там, наверху, мы успевали только стрелять не целясь… Самолётов противника было так много, что мы не видели неба. Его самолёты даже мешали друг другу. Некоторые из них дежурили над нашими аэродромами, чтобы добить нас при возвращении из полёта — с пустыми баками и без патронов».
Республиканское командование и Х. Негрин требовали отстаивать сокращавшийся плацдарм южнее реки, рассчитывая на скорую общеевропейскую войну.
После этого имевшие большие резервы — более 200 000 человек, армии Центра и Юга, несмотря на приказы главного командования, уже по собственной инициативе не проводили ни одного заметного наступления. Два с половиной месяца, пока франкисты боролись с армией Эбро, на фронтах центральной Испании было затишье. К этому времени свернул действия и республиканский флот, лишь изредка высылавший к Менорке небольшие отряды эскадренных миноносцев и торпедных катеров. А как раз осенью 1938 года основные корабли флота снова были в строю — вышли из ремонта два крейсера, а франкисты после гибели «Балеареса» и выхода из строя «Серверы» в очередной раз действовали в море без напора.
К октябрю хорошо оснащённые франкисты заняли половину плацдарма, утраченного ими ранее, за пять дней, и воздушными налётами уничтожили почти все республиканские переправы. Националисты наращивали наступление. Армия Х. Модесто могла им противопоставить мало что. Она расстреливала последние снаряды и физически была истощена. Из бывших 60 артиллерийских батарей уцелело только шесть. Наступил холод. В ноябре в долине реки Эбро выпал снег.
Правительство Х. Негрина долго не разрешало отступление из-за реки. Оно надеялось истощить франкистов и склонить их к переговорам. Оборона плацдарма южнее реки давала республиканцам если не иллюзию грядущей победы, то хотя бы иллюзию военного равновесия. Но надежды не подкреплены трезвыми расчётами. Силы республиканцев иссякали быстрее, чем силы франкистов.
11 ноября генерал Ягуэ двинул свои части в пятое наступление. 14 ноября главное командование республиканцев разрешила Х. Модесто эвакуировать то, что осталось от его соединений. Целых переправ более не было. 15-16 ноября остатки армии Эбро на лодках вернулись на северный берег реки.

## Итоги и оценка
В 113-дневной битве на Эбро — самом продолжительном сражении войны в Испании — республиканцы потеряли, по их данным, 50 000 — 70 000 раненых, убитых, пропавших без вести и больных. Из них почти 20 000 попавшие в плен (против 5000 пленных франкистов).
Армия Х. Модесто потеряла свыше половины личного состава, то есть разгромлена. Девять её дивизий фактически перестали существовать, они лишились почти всей техники, с которой пересекли Эбро (в том числе трофеев, захваченных в первые дни битвы). Было уничтожено не менее 130 самолётов.
У франкистов на Эбро много трофеев — до 200 орудий и гранатомётов, 2000 пулемётов, 35 танков, 24 000 винтовок. Большую добычу они ранее взяли только при падение Кантабрии и Астурии (там большая часть захваченного вооружения разбита или неисправна).
Нанесённый франкистам ущерб тоже велик — по официальным данным штаба франкистов, они потеряли не менее 33 000 человек и (по республиканским оценкам) 214 самолётов.
Официальные данные тогдашних франкистских сводок о собственных потерях на Эбро скорее всего занижены. Возможно, в них не включены пропавшие без вести, больные и легко раненные. Бывший на стороне националистов и имевший доступ к закрытым цифрам германский генштабист Риттер фон Ксиландер повысил потери франкистов до 45 000 человек (то есть почти на треть). Республиканцы и советские исследователи писали, что франкисты за 4 месяца потеряли у Эбро до 80 000 человек.
Оба противника сообщили о победе. Франкисты говорили и писали об уничтожении войск Х. Модесто и о скорой гибели «кремлёвских марионеток в Мадриде и Барселоне». Республиканцы — о спасении Валенсии и об обескровливании франкистов.
Республиканцы в битве на Эбро показали неплохой уровень военного и военно-инженерного искусства. Бывший сержант Хуан Модесто проявил себя полководцем. В действиях Х. Модесто с июля до ноября 1938 года трудно найти ошибки. Ночное преодоление водной преграды и взлом заранее подготовленной обороны врага осуществлены неожиданно, умело и дерзко. В отличие от Брунете и Сарагосы, опорные пункты франкистов (Ампоста, Мора-де-Эбро, Рибарроха, Файон, Черта) обойдены первыми эшелонами наступающих и затем с малыми потерями заняты вторыми эшелонами пехоты.
Высоко оценены действия 5-го корпуса. Не имея 25-26 июля необходимой бронетехники, ни воздушного прикрытия, ни даже артиллерийского сопровождения, Э. Листер и Тагуэнья, тем не менее, достигли внушительных успехов. Он, почти не понеся потерь, нанёс франкистам большой урон и действенно преследовал их пехотой и кавалерией.
Ещё более опасным противником армия Эбро стала в оборонительной фазе сражения, о чём есть много свидетельств франкистов. Почти не имея противотанковых пушек и миномётов, получая снабжение с постоянными перебоями, она сумела быстро построить глубокую и прочную оборону в противотанковом и противопехотном отношении.
Но эти достоинства республиканских войск перечёркнуты их уязвимыми местами — пороками высшего командования. Нерешительность применения и слабость резервов, промедление с важной авиационной поддержкой обесценили действия сапёров и пехотинцев и хорошую артиллерийскую поддержку наступления.
Действия разных родов войск были несогласованными. В отличие от Мадридского, Гвадалахарского и Теруэльского сражений, республиканцы неэффективно использовали бронированные машины. Их не свели в бригаду, хотя возможность была хорошая. Значительная часть бронированных машин армии Эбро к тому же вражескими ВВС выведена из строя у переправ, не повлияв на общий ход битвы.
По вине республиканского командования армия Эбро осталась оснащённой неважно. Тяжёлой артиллерии в Каталонии после «весеннего сражения» не было. Зенитных орудий на всю армию Эбро и на пять переправ, особенно нуждавшихся в прикрытии, было 27. Зенитных снарядов было мало. Противотанковых пушек почти не было. Малочисленные миномёты почти молчали из-за недостатка миномётных мин.
Каталонская промышленность почти не производила этих видов вооружения, а о их заказе в СССР не позаботились ни генеральный штаб, ни военное министерство. Вместо этого они заказали танки, пушки, бомбардировщики, торпедные катера… .
Франкисты тоже сделали ряд неосмотрительных действий. Штаб Х. Ягуэ не смог верно оценить данных, добытых его разведкой. Начальную фазу битвы франкисты проиграли, около двух недель (25 июля — 5 августа) они подчинялись воле хуже оснащённого и недавно разбитого ими в Арагоне противника. Из-за самонадеянности и высокомерия они упустили возможность овладеть Валенсией.
Во второй фазе сражения командование националистов действовало так шаблонно, что напрашивается вывод о его оперативной безграмотности. Потерпев неудачу в окружении соединений армии Эбро Х. Модесто, Ф. Франко и Х. Ягуэ затем три месяца приказывали прямолинейно, в лоб атаковать сильные вражеские позиции, за что франкисты расплатились тяжёлыми потерями. Франко и Ягуэ повторили ошибки республиканцев в Каса-дель-Кампо, у Ла-Гранхи, Уэски, Брунете и Сарагосы. Главному командованию франкистов в августе 1938 года не пришла мысль в голову использовать уход лучших вражеских частей за Эбро и основной удар обрушить на Каталонию с запада — на плохо защищённом фронте в долине реки Сегре.
Но франкистские соединения хорошо снабжали, а их части удачно взаимодействовали в бою. Танки и авиацию применяли массированно, всегда после разведки и при поддержке артиллерии и поэтому они не несли больших потерь. Согласованные по месту и времени и действия авиации, артиллерии, пехоты и бронированных емашин, общее превосходство в материальных ресурсах позволили франкистам к ноябрю 1938 года превратить поражение в успех со стратегическим значением.
По мнению британского историка Энтони Бивора, курс на ведение активных боевых действий, принятый Негрином, который подразумевал разворачивание наступления вместо наращивания оборонительных укреплений в надежде на возникновение крупного европейского конфликта или истощения сил франкистов, ― был принят из-за желания руководства КПИ одержать значимую победу, которую можно было бы использовать в целях пропаганды. Вместо этого при Эбро армия республиканцев понесла большие потери без какого-либо серьёзного успеха. Им не удалось достичь ни одной из своих стратегических целей и, согласно Бивору, осуществить на практике теорию глубокой операции в своих атаках — иначе говоря, отряды республиканцев тратили много времени на зачистку вторых эшелонов обороны франкистов, тем самым позволяя силам националистов (которые имели превосходство в мобильной технике) быстро разворачиваться на новых укреплённых позициях.
Вместе с тем Пол Престон и Хелен Грэхем считают, что начав наступление при Эбро, республиканцы смогли остановить наступление франкистов на Валенсию, нанести большие потери своим противникам и затянуть войну ещё на несколько месяцев. Однако подписание западными державами Мюнхенского соглашения означало потерю надежды на какую-либо помощь от этих стран, тем самым превратив одержанную политическую победу в военное поражение.